# Godfried Vranken
Godfried Vranken (maart 1956), woonachtig in Madrid (Spanje), is een Nederlands schrijver.

## Leven en werk
Vranken volgde de middelbare school in Heerlen en daarna een technische opleiding te Haarlem. Hij werkte bij een aantal bedrijven in Nederland en verruilde in 1988 Amsterdam voor Madrid. Vanaf 2003 deed hij projectmanagement voor internationale IT-projecten.
Vranken raakte in de ban van het werk van Boudewijn Büch over Christoffel Columbus. In 2012 publiceerde hij het boek Veroverd door Columbus - Boudewijn Büch achterna en in 2016 het boek Büch Leeft! - De Biblioteca Colombina, Columbus op La Española en San Salvador en de expedities van Zheng He.
Tussentijds publiceerde Vranken een aantal artikelen over Bauwen Heijndricxsz., Columbus, Paaseiland, Piet Hein, de dodo, Magalhães en Johannes le Francq van Berkhey.

## Boeken
- Veroverd door Columbus - Boudewijn Büch achterna, 2012[1]
- Büch Leeft! - De Biblioteca Colombina, Columbus op La Española en San Salvador en de expedities van Zheng He, 2016[2]
- Het verraad van de Allerheiligenbaai. Bauwen Heijndricxsz. (ca. 1565-1626), eerste generaal van de WIC, 2025[3]

## Artikelen
- 'Reizende botten'. In Büchmania Magazine nummer 5, 2008.
- 'De wonderschone Beatriz de Bobadilla'. In Büchmania Magazine nummer 6, 2009.
- 'De beroemde wereldkaart van Juan de la Cosa'. In Büchmania Magazine nummer 7, 2010.
- 'Koers: Paaseiland! - De voorkennis van de Spaanse expeditie en de eerste moai schets'. In Rapa Nui, 2012 (ter nagedachtenis aan Boudewijn Büch en het twaalfeneenhalfjarig bestaan van het Zeeuws Archief).
- Berkhey in Madrid - Over een bewogen leven en de lotgevallen van een collectie. In Büchmania Magazine nummer 8, 2011.
- 'Verdronken Boeken - Een bijzondere Columbus bibliotheek, diens eerste vrouw Filipa Moniz Perestrello en het eiland Porto Santo'. In Büchmania Magazine nummer 10, 2013.
- 'Lapulapu en de slag om Mactan - Hoe Magalhães zijn graf vindt, het verloop van een rampzalige expeditie en een heel bijzonder manuscript in de bibliotheken van de Universiteit Leiden'. In Büchmania Magazine nummer 11, 2014.
- 'Drie messteken in de keel zoals gebruikelijk - De nasleep van Piet Hein in Spanje'. In Büchmania Magazine nummer 15, 2018.
- 'De Stuttgart-dodo - “Seit 1679 vom Menschen ausgerottete Riesentaube”'. In Büchmania Magazine nummer 16, 2019.
- 'Hatuey en het Cruz de la Parra. Christoffel Columbus in Baracoa de eerste stad van Cuba: “duizend tongen zijn onvoldoende om de Spaanse koningen over deze schoonheid te informeren”'. In Büchmania Magazine nummer 17, 2020.
- 'Columbus landingseiland - San Salvador, het Guanahaní van de Lucayans'. In Büchmania Magazine nummer 18, 2021.
- 'Bouwen heijnsz. Over de eerste generaal van de West-Indische Compagnie, zijn mislukt beleg van San Juan de Puerto Rico, zijn roemloze dood voor de kust van Cuba, Spaanse handschriften, een spion in Antwerpen en een foutief grafschrift'. In Büchmania Magazine nummer 19, 2022.

## Videopresentatie
- Hatuey en het Cruz de la Parra - Christoffel Columbus in Baracoa, Cuba. Augustus 2020.
- Columbus' diamanten en zijn voorkennis - Bahía Sagua de Tánamo, Cuba. December 2020.
- De botten van Columbus - Vijf eeuwen gesol in vijf bedrijven. Maart 2021.
- Columbus landingseiland - San Salvador, het Guanahaní van de Lucayans. September 2021.